# The Quiet
The Quiet (br:O Preço do Silêncio) é um filme de 2005 dirigido por Jamie Babbit e estrelado por Elisha Cuthbert e Camilla Belle.
As gravações aconteceram em Austin, Texas, tendo a Bowie High School sido alugada para as filmagens. O filme foi distribuído pela Sony Pictures Classics.

## Sinopse
A história do filme gira em torno de Dot (Camilla Belle), uma garota surda e muda que fica orfã e vai morar com seus padrinhos. Ela passa a conviver com a família e aos poucos vai descobrindo todos os segredos que envolvem o seu padrinho (Martin Donovan) e sua filha Nina (Elisha Cuthbert).

## Elenco
| Ator             | Personagem       |
| ---------------- | ---------------- |
| Camilla Belle    | Dot              |
| Elisha Cuthbert  | Nina Deer        |
| Edie Falco       | Olivia Deer      |
| Shawn Ashmore    | Connor Kennedy   |
| Katy Mixon       | Michelle Fell    |
| David Gallagher  | Brian            |
| Shannon Woodward | Fiona            |
| Maria Cash       | Sra. Feltswatter |
| Steve Uzzell     | Sr. Piln         |